# Битва при Хеммингштедте

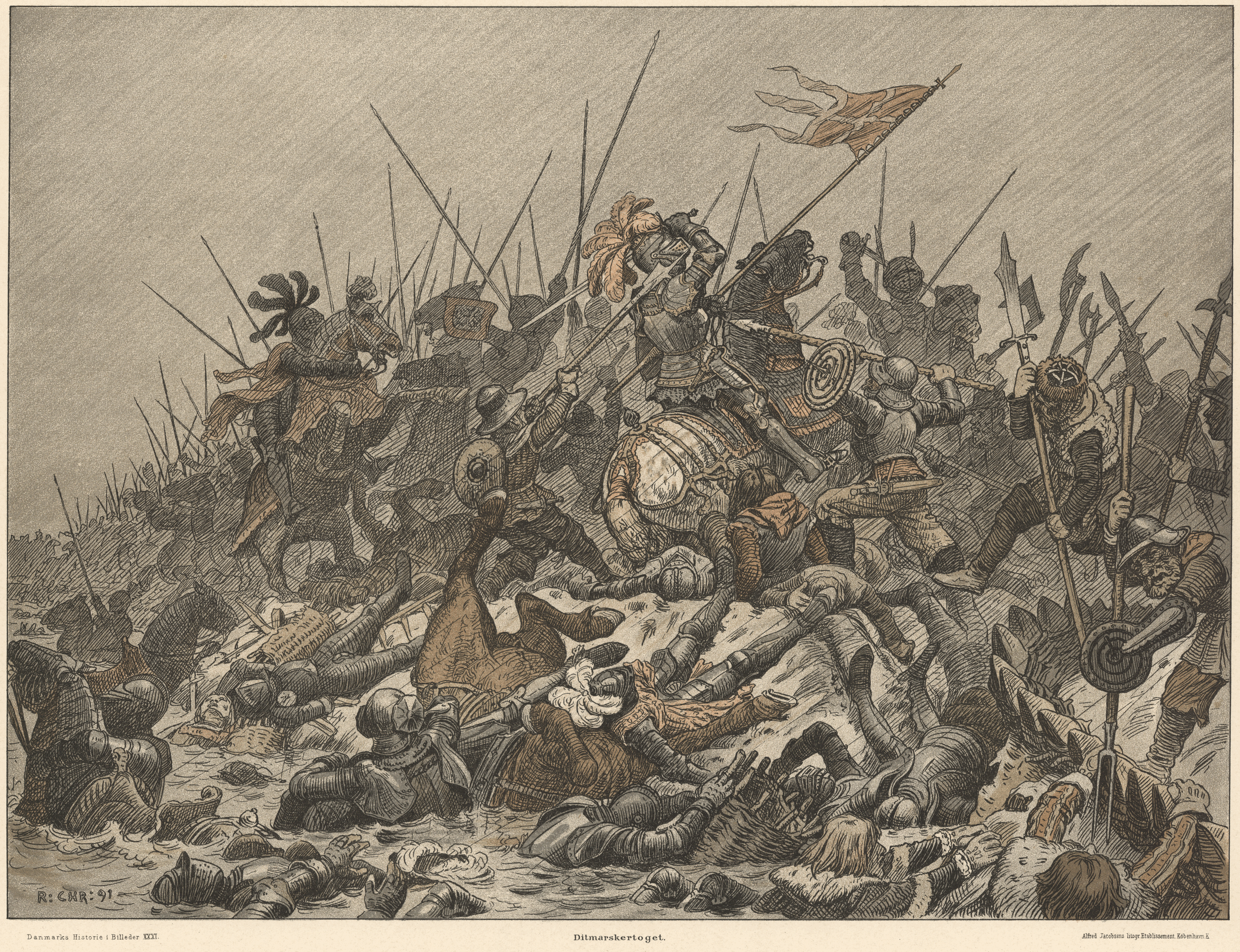
«Битва при Хеммингштедте». Литография по рисунку Расмуса Кристиансена (1898)

Битва при Хеммингштедте (17 февраля 1500) — историческое сражение у деревни Хеммингштедт, в котором крестьяне области Дитмаршен нанесли сокрушительное поражение превосходящим силам датского короля Иоганна Ольденбурга и его брата князя Фридриха Голштинского.

## Предыстория конфликта
Исторически Дитмаршен обладал независимостью ещё с 1227 года, в результате поражения датчан в битве при Борнхёведе, номинально подчиняясь Бременской архиепископии. В течение трёх столетий местные свободолюбивые крестьяне успешно отражали внешние нападения, такие как вторжение войска графа Гольштейна в 1309 году. Постепенно здесь сформировались органы самоуправления в виде «коллегии сорока восьми» — совета крестьянских старейшин, представителей отдельных приходов. Неофициальная «крестьянская республика» процветала в основном за счёт торговли зерном с Ганзой. Когда вступивший в 1473 году на престол император Священной Римской империи Фридрих III признал права датского короля Кристиана I на Дитмаршен, жители последнего обратились за поддержкой к римскому папе Сиксту IV, издавшему буллу, под страхом отлучения от церкви запрещавшую претендовать на владения бременских архиепископов. Но в 1499 году преемник Кристиана король Иоганн I потребовал признания своей власти у дитмаршенцев, наложив вдобавок на них дань в размере 15 000 марок ежегодно, а для укрепления своего влияния намереваясь выстроить в Мельдорфе, Брунсбюттеле и на Гаге королевские замки. Получив отказ, он приступил к завоеванию непокорных земель.

## Силы сторон
Армию вторжения, насчитывавшую около 12 000 человек, формально возглавил сам король Дании, являвшийся в личной унии также регентом Швеции и Норвегии. Его поддержали двоюродные братья графы Ольденбургские Адольф и Отто, а также герцог Шлезвига Фридрих I. Ядро войска составлял примерно четырёхтысячный отряд «Чёрной стражи», или «Великой гвардии» (Magna Guardia), состоявший из хорошо вооружённых профессионалов-ландскнехтов. Его возглавлял опытный военачальник полковник Томас Сленц, служивший под знамёнами герцога Альбрехта III Саксонского, затем императора Максимилиана, а в 1497 году приглашённый датским королём для борьбы со шведскими повстанцами Стена Стуре. За наёмниками следовало пятитысячное датское ополчение — ландвер, а также двухтысячная дворянская конница во главе с приближённым короля Иоганна голштинским рыцарем Хансом фон Алефельдтом. Помимо внушительной артиллерии, отставшей на марше, армию сопровождала многочисленная, но бесполезная в сражении, королевская свита.
Военные силы Дитмаршена значительно уступали захватчикам, поскольку его формальный глава архиепископ Бременский Иоганн III и союзная Ганза никакой помощи так и не прислали. Ядро ополчения составили легко вооружённые крестьяне и немногочисленные наёмники, оснащённые в основном пиками, алебардами, моргенштернами и тесаками. Однако возглавивший их Вульф Изебранд происходил из тех же краёв, что и «чёрные стражники», а потому прекрасно знал стратегию и тактику последних.

## Вторжение датчан

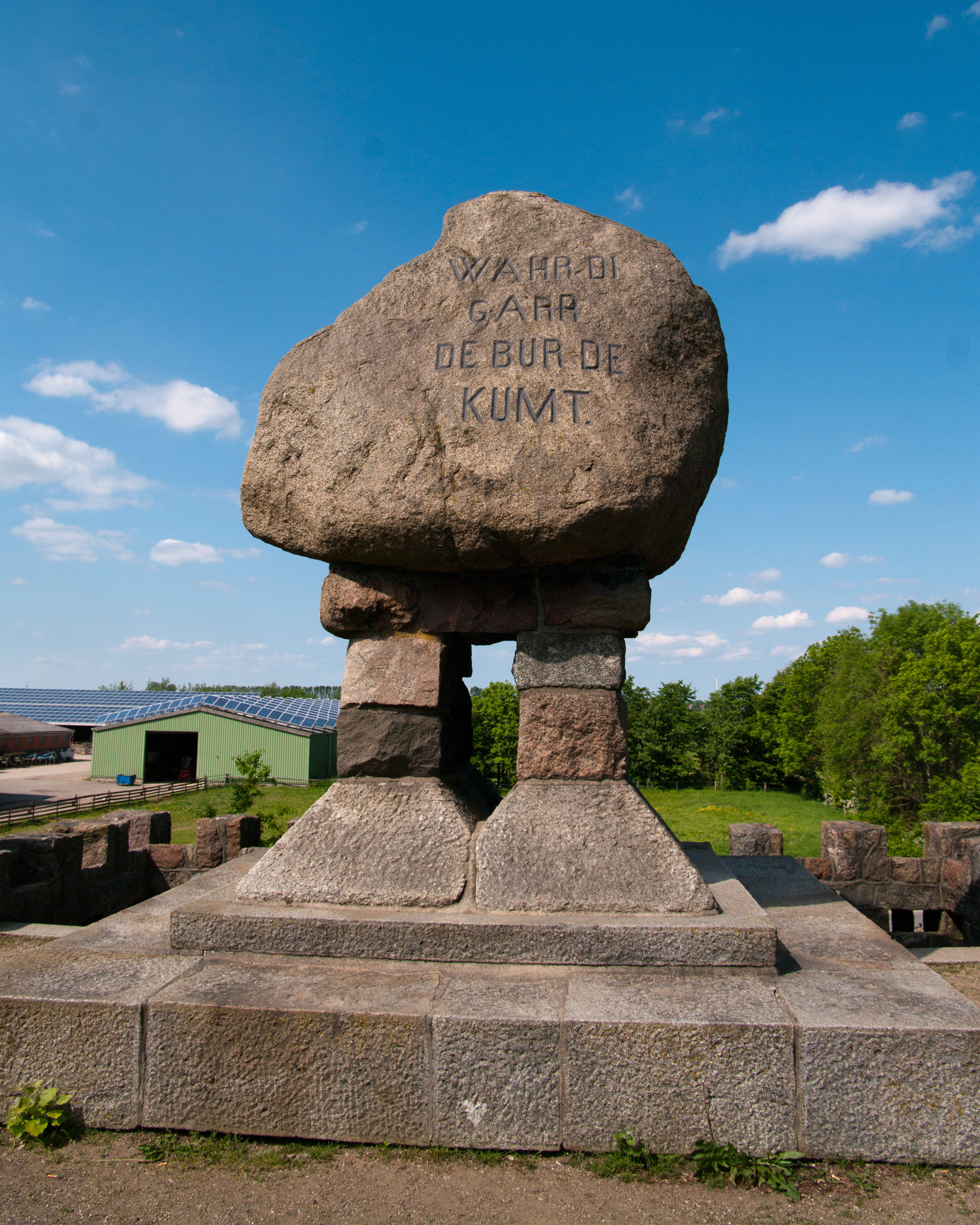
Монумент в Эпенвёрдене в память о битве при Хеммингштедте (1900)

Королевская армия перешла границы Дитмаршена 11 февраля 1500 года, изначально не встретив серьёзного сопротивления со стороны слабо вооружённых и плохо организованных ополченцев, избравших тактику отступления. Уже 12 февраля датчане с голштинцами вошли в Виндберген, а на следующий день взяли Мельдорф. Оставленная немногочисленным гарнизоном столица была безжалостно разграблена захватчиками, убивавшими буквально всех встречавшихся на пути взрослых горожан.
Лишь 17 февраля ободрённая успехами армия Иоганна покинула Мельдорф, растянувшись на марше почти на 9,5 км. Внезапно начавшаяся ранняя оттепель затрудняла транспортировку тяжёлых пушек, что заставило полковника Сленца безуспешно предостеречь короля от необдуманного манёвра. Выбрать опасную дорогу Иоганна уговорил один из дитмаршенских старейшин Карстен Хольм, незаслуженно выведенный в ряде легенд предателем.
У дитмаршенцев, вынужденных отступать дальше на труднодоступный Бюзум, где для них для всех не нашлось бы места, не оставалось иного выбора, как принять бой. Хорошо зная, в отличие от противника, расположение всех каналов и траншей, они рассчитывали взять в союзники природу и климат.

## Сражение

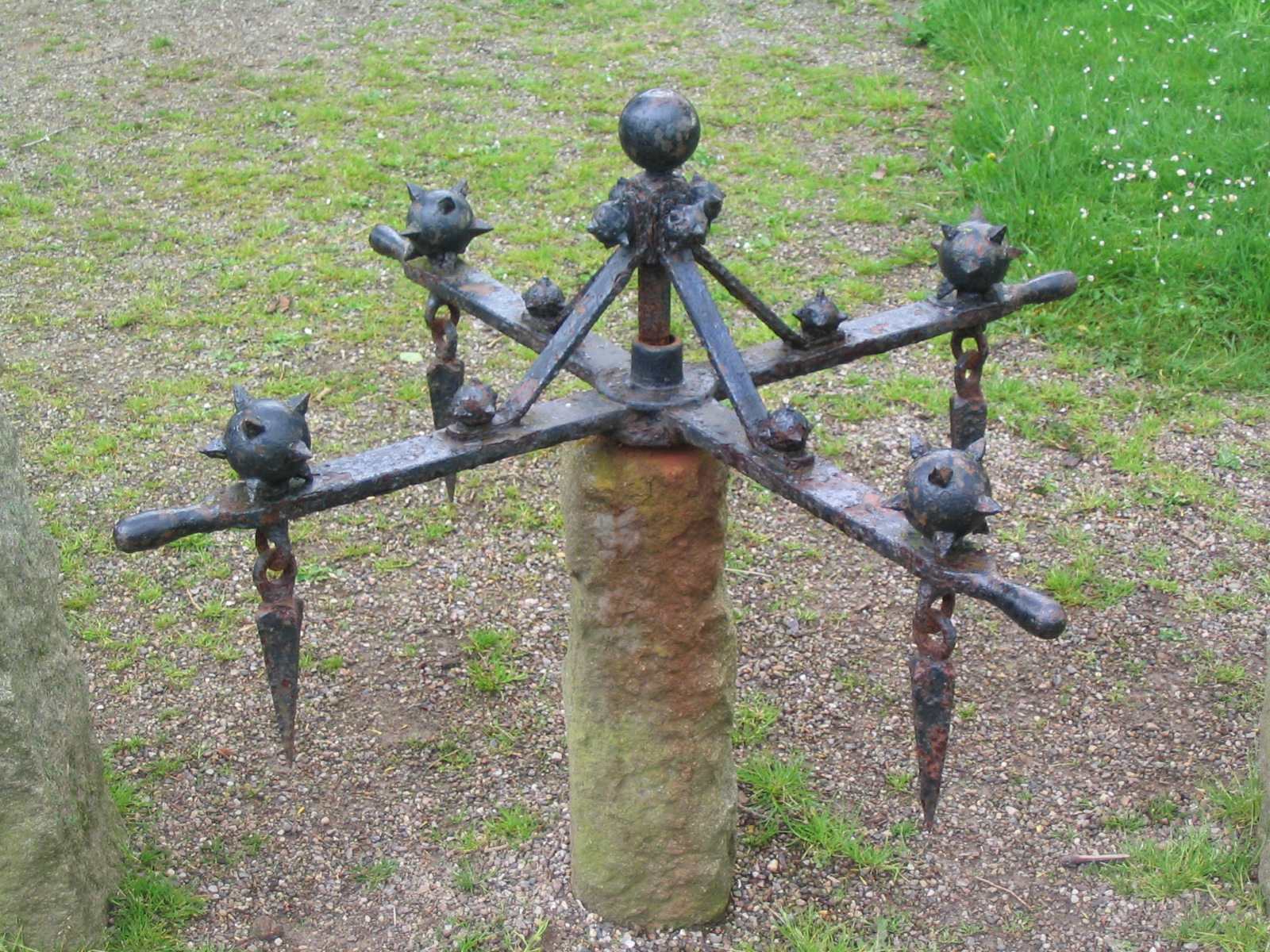
Деталь экспозиции музея в Эпенвёрдене

Выступив из Мельдорфа 17 февраля, герцогская армия двинулась вперёд, но была остановлена на дороге баррикадой, вооружённой пушками. Укрывшиеся за ней дитмаршенцы предусмотрительно сбросили не только шлемы и доспехи, но и башмаки, чтобы легче передвигаться по затопленной илистой почве.
Битва при Хеммингштедте является ярким примером использования свойств местности в военных целях — обороняющиеся открыли по крайней мере один плотинный шлюз, чтобы затопить землю, которая быстро превратилась в болота и мелкие озёра. Находясь на узкой дороге, не имеющей твёрдой почвы для развёртывания, герцогская армия не смогла воспользоваться своим численным превосходством. Легко экипированные крестьяне были знакомы с местностью и использовали шесты для прыжков через канавы. Находившиеся во главе вражеской колонны «чёрные стражники» Сленца, лишённые застрявшей в арьергарде артиллерии, отразили первую атаку ополченцев, но, увязнув в иле и глине, не смогли взять укрепление последних на холме, потеряв в ходе атаки своего отважного предводителя, сброшенного с лошади и утонувшего в одной из траншей. Ряды деморализованного отступлением ландскнехтов датского ландвера смешались, препятствуя наступлению тяжёлой кавалерии, попытавшейся взять инициативу в свои руки. Но атака последней также захлебнулась, так как дитмаршенцам удалось поразить многих лошадей. Большинство погибших рыцарей и солдат короля и герцога не были, однако, убиты вражеским оружием, а просто расшиблись или утонули.
Урон, понесённый дитмаршенцами, точно неизвестен, поимённо называлось лишь 60 погибших, но датчане понесли очень тяжёлые потери, вместе они потеряли более половины своей армии, всего около 7000 человек убитыми и 1500 человек ранеными. Среди погибших было 360 выходцев из знати, в том числе оба графа Ольденбургских, а также Ханс фон Алефельдт и 11 рыцарей из его рода.
Дитмаршенцы захватили большие трофеи, в том числе много знамён и штандартов побеждённой армии вторжения, включая королевское знамя Дании Данеброг, вырванное из рук погибшего фон Алефельдта и позже выставленное в церкви Вердена.

## Итоги
Разъярённые расправой с жителями столицы, победители не знали пощады: они убивали всех врагов, раздевали и калечили их трупы. Почти все рыцарские семьи Шлезвиг-Гольштейна, сражавшиеся на стороне датского короля, потеряли своих членов. Похоронив после битвы вражеских наёмников, победители оставили непогребёнными тела ненавистных дворян, переданные родным лишь после долгих переговоров.
Битва подтвердила фактическую независимость «крестьянской республики» Дитмаршен и считается наиболее значимым событием в истории этого региона. 15 мая 1500 года при посредничестве ганзейских городов Любека и Гамбурга заключён был мир, обеспечивший независимость Дитмаршена. Военная мощь датской короны была ослаблена настолько, что в течение начавшейся на следующий год освободительной войны шведам удалось обрести независимость от датской короны. Лишь в 1559 году, в результате внутренних распрей и последствий религиозных войн и реформации, дитмаршенцы были, наконец, окончательно покорены Данией.

## Память
- 17 февраля 1900 года, в ознаменование 400-летия исторического сражения, в Эпенвёрдене открыт был памятный монумент Dusenddüwelswarf, автором которого стал архитектор из Киля Вильгельм Фойгт[нем.], выигравший конкурс проектов, объявленный комитетом музея Мельдорфа. Жители последнего намеревались соорудить подобный памятник ещё на 350-летний юбилей, но тогда этим планам помешала революция 1848—1849 года. В центре монумента помещён 30-тонный валун, доставленный из местной каменоломни Балтлер Вирт, который поддерживается четырьмя столбами из тёсаного камня и окружён невысокими стенами с зубцами и бойницами, к которым ведёт лестница. На северной стороне валуна выбита надпись: «Страж, берегись, идёт крестьянин!» (Nimm dich in Acht, Garde, der Bauer, der kommt). Археологические раскопки, проводившиеся здесь с 1949 года, позволили некоторым исследователям утверждать, что в 1500 году на месте памятника находилось главное укрепление дитмаршенцев, но позже было установлено, что реальное место битвы находилось в нескольких сотнях метров от него[7]. В конце XX века близ монумента развёрнута была музейная экспозиция, дополненная позже виртуальной реконструкцией.
- Битве посвящено несколько произведений немецкой художественной литературы, в частности, исторический роман Амалии Шоппе[нем.] «Хеммингштедтская битва» (1840), баллада Теодора Фонтане «День Хеммингштедта» (1847), стихотворения дитмаршенских поэтов-классиков XIX века Фридриха Хеббеля и Клауса Грота и др.
- В 2003 году в Киле для Управления водных и морских путей Эльба—Северное море ФРГ построено было малое гидрографическое судно «Вульф Изебранд».